# Beleg van Schoonhoven (1425)
Het Beleg van Schoonhoven vond plaats van 10 maart t/m 25 maart 1425 door de Hoeken onder Floris van Kijfhoek, dat zich merendeel concentreerde op het slot van Schoonhoven. Het tweede beleg begon op 26 maart t/m 29 augustus door de Kabeljauwen onder leiding van Jacob van Gaasbeek, het duurde tot 8 oktober 1425 dat het kamp was afgebroken tijdens de Hoekse en Kabeljauwse twisten.
Jacoba van Beieren nam om vele redenen het besluit om Schoonhoven te belegeren. De stad bevond zich in de driehoek Gouda-Schoonhoven-Oudewater waar Jacoba zich wilde vestigen en waar ze een Hoeks bolwerk wilde oprichten. Haar moeder, Margaretha van Bourgondië, had er vroeger het vruchtgebruik en had een hofhouding in de stad en haar ex-man Jan IV van Brabant was er als landdrost en baljuw ontvangen. Uit een soort wrok wilde ze de stad dan ook aan Hoekse kant krijgen.

## Achtergrond
Vrouwe Jacoba van Beieren, was wat wispelturig in de liefde tegenover de mannen met wie zij getrouwd was, maar van wie zij vaak gescheiden leefde. Ze had zich de haat van de Kabeljauwse partij al meer en meer op de hals had gehaald. Maar in 1425 was ze in handen van haar neef Filips de Goede gevallen en werd ze vanuit haar residentie Bergen naar Gent overgebracht, waarna men bij de Kabeljauwse partij begon over het uitspreken van een vonnis, om haar gedurende haar verdere leven in Rijsel gevangen te houden. Ze kreeg hierover bericht in haar cel en begon wanhopige brieven te sturen aan de Hoekse partij en aan belangrijke Hollandse edelen, die nog achter haar stonden.
De Hoeken stuurden een afvaardiging, bestaande uit de heren Spiering Aalburg en Van der Merwede. Deze mannen wisten het voor elkaar te krijgen om Jacoba in mannenkleren te laten ontsnappen en met zich mee te nemen. Dit gebeurde omstreeks 31 augustus 1425. Ze vervolgden hun weg met paarden via Antwerpen naar Woudrichem en Vianen, tot bij de heer van Brederode op zijn kasteel Batenstein. Daar werden plannen gemaakt voor het opzetten van de driehoek Schoonhoven-Gouda-Oudewater. Daarbij moest Schoonhoven nog op de Kabeljauwen worden ingenomen.

## Belegeringen

### Eerste beleg

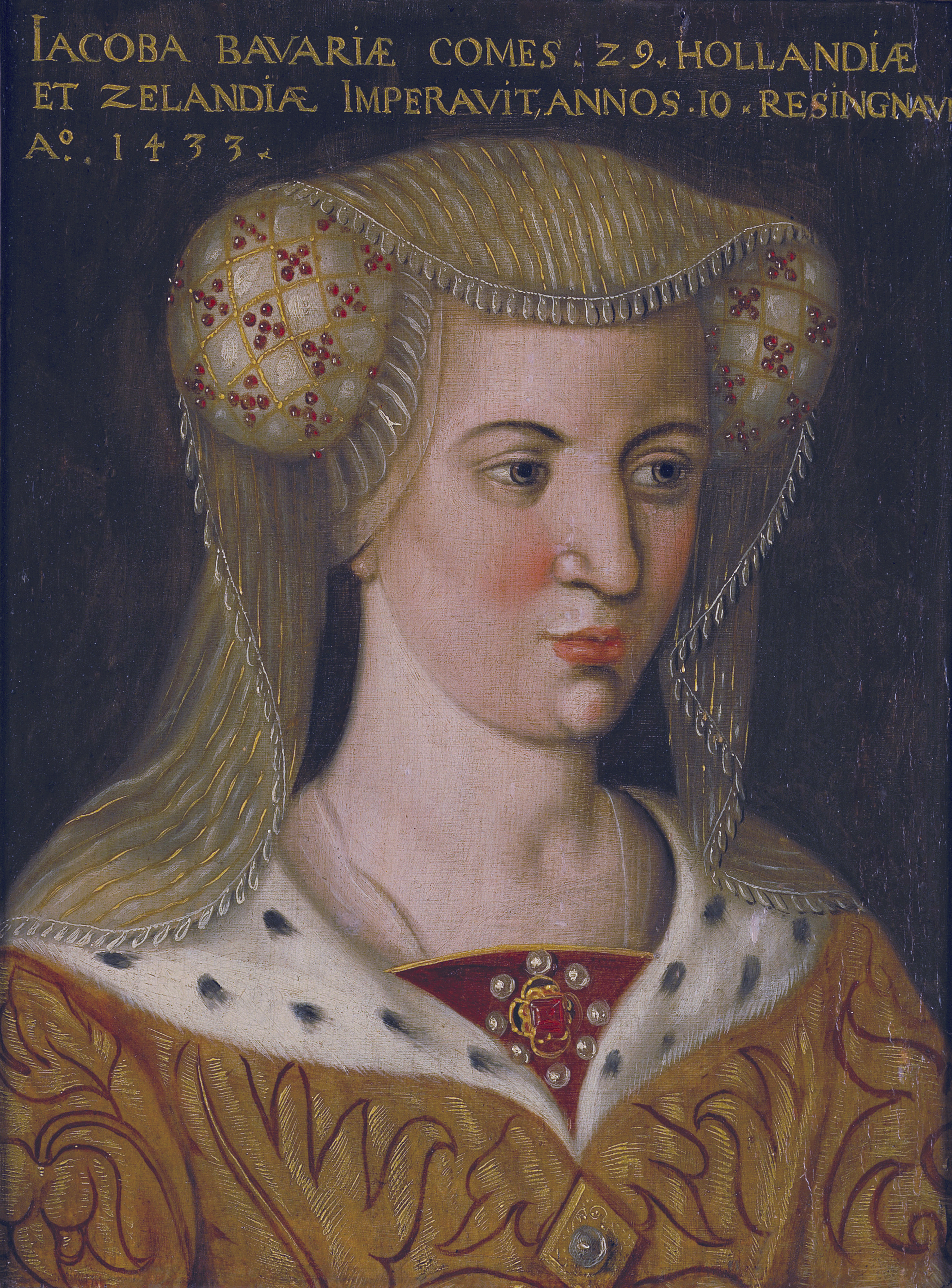
Het eerste beleg onder Jacoba van Beieren.

Floris van Kijfhoek werd aangesteld door Jacoba om de leiding aan Hoekse kant op zich te nemen. Al binnen één dag zou jonkheer Floris van Kijfhoek, met enkele van zijn mannen doorgedrongen zijn tot de voorburcht van het kasteel van Schoonhoven (men vermoedt op 10 maart). De slotvoogden Albrecht Beiling en Willem van den Koulster waren op dat moment aanwezig als Kabeljauwse vertegenwoordigers en hadden een bezetting van circa 50 soldaten op het kasteel binnen Schoonhoven. Zij besloten na drie weken van beleg tot overgave vanwege uitgebroken ziektes en voedselschaarste. Enkele opstandige Kabeljauwse ridders hielden zich schuil in de Bartholomeuskerk, maar werden van de stompe toren gegooid.
De grootste straf viel slotvoogd Beiling ten deel, hij moest levend begraven worden. Dit omdat hij jaren terug het kasteel van Hoek Gerrit II van Poelgeest in brand liet steken. Hij kreeg wel een maand de tijd om 17.000 florijnen bij elkaar te sprokkelen om alsnog zijn leven te kopen. Het is echter twijfelachtig of het voorval van de levende begrafenis daad werkelijk is voorgevallen, omdat de stad immers nog belegerd werd. Jacoba zou de stad nog in mannenkleding hebben bezocht, maar hield zich merendeels schuil in kasteel Batenstein.

### Tweede beleg

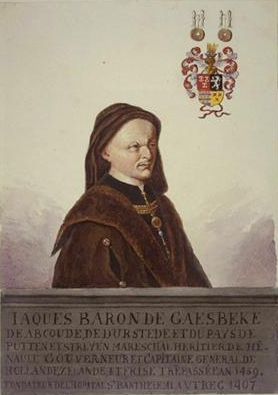
Het tweede beleg onder Jacob van Gaasbeek.

Half september kwam er een nieuwe stroming Kabeljauwen, dit keer om de Hoeken te belegeren onder leiding van jonkheer Jacob van Gaasbeek. Hij werd in september door Filips de Goede als zijn stadhouder in Holland aangewezen. Hij werd daarbij gesteund door Jan en Willem IV van Egmont, ook Herpert van Foreest was er actief als aanvoerder van het timmersgilde. Mocht Van Gaasbeek de stad in handen krijgen, werd hij feitelijk machthebber, omdat baljuw Jan IV van Brabant hem nog meer dan 10.000 florijnen verschuldigd was.
Op het moment van het tweede beleg bevond Jacoba van Beieren zich in Gouda, daar besloot zij tot het doorsteken van de IJsseldijk. Hierdoor liep het Schieland onder, waardoor Schoonhoven van één kant veilig leek. De stad werd zo veel mogelijk omsingeld door Kabeljauwen, die uit alle delen van Holland kwamen. Ook op de Lek werd elk schip of schuit nauwkeurig onderzocht op verdachte zaken, zoals smokkelwaren die mogelijk de stad in konden verdwijnen. De Hoeken gaven zich niet gewonnen ondanks het uithongeringsproces. De Kabeljauwse partij kreeg het niet voor elkaar om de stad opnieuw in bezit te krijgen en droop op 8 oktober af en omschreven het beleg als mislukt.

## Nasleep
Nadat Schoonhoven in Hoekse handen was gevallen, werden de vestingsteden Gouda en Oudewater al snel Hoeksgezind en Jacoba van Beieren wilde hier vanuit haar machtspositie uitbreiden. Op 21 oktober 1425 behaalde Jacoba een belangrijke overwinning met de Slag bij Alphen, dit met behulp van het Sticht Utrecht en de steden Oudewater en Gouda. Jacoba wist daarna in 1426 handig gebruik te maken van de Kennemerse opstand en ondersteunde deze opstandelingen in het beleg van Haarlem.
Jacob van Gaasbeek kreeg nooit meer zijn lening aan Jan IV van Brabant terugbetaald. De hertog van Brabant moest aanvaarden dat zijn macht slonk in de Hollandse politiek.